# Vuelta a Suiza 2010
La 74.ª edición de la Vuelta a Suiza se disputó entre el 12 y el 20 de junio de 2010, con un recorrido de 1.353,1 km distribuidos en nueve etapas, con inicio en Lugano y final en Liestal.
La carrera formó parte del UCI World Calendar 2010 como carrera UCI ProTour.
El ganador final fue Fränk Schleck (quien además se hizo con una etapa). Le acompañaron en el podio Lance Armstrong y Jakob Fuglsang, respectivamente.
En las clasificaciones secundarias se impusieron Marcus Burghardt (puntos), Mathias Frank (montaña y sprints) y Saxo Bank (equipos).

## Equipos participantes
Tomaron parte en la carrera 21 equipos: los 18 equipos de categoría UCI ProTeam (al ser obligada su participación); más 3 de categoría Profesional Continental mediante invitació nde la organización (BMC Racing Team, Cervélo Test Team y Vacansoleil Pro Cycling Team). Formando así un pelotón de 179 ciclistas, de 8 corredores cada equipo (excepto la FDJ que salió con 7), de los que acabaron 115. Los equipos participantes fueron:
| - Team Saxo Bank - Team Katusha - Liquigas-Doimo - Astana - Team HTC-Columbia - BMC Racing Team - Omega Pharma-Lotto | - Cervélo Test Team - Caisse d'Epargne - Lampre-Farnese Vini - Rabobank - Euskaltel-Euskadi - Quick Step - Team RadioShack - Garmin-Transitions | - Sky Professional Cycling Team - Vacansoleil Pro Cycling Team - Ag2r-La Mondiale - Team Milram - FDJ - Footon-Servetto |

## Etapas

### 1.ª Etapa
- 12 de junio de 2010. Lugano-Lugano, 7,6 km (CRI)

|   | Ciclista          | Equipo         | Tiempo  |
| - | ----------------- | -------------- | ------- |
| 1 | Fabian Cancellara | Saxo Bank      | 10' 21" |
| 2 | Roman Kreuziger   | Liquigas-Doimo | + 1"    |
| 3 | Tony Martin       | HTC-Columbia   | + 3"    |
| 4 | Peter Sagan       | Liquigas-Doimo | + 3"    |
| 5 | Dries Devenyns    | Quick Step     | + 10"   |

|   | Ciclista          | Equipo         | Tiempo  |
| - | ----------------- | -------------- | ------- |
| 1 | Fabian Cancellara | Saxo Bank      | 10' 21" |
| 2 | Roman Kreuziger   | Liquigas-Doimo | + 1"    |
| 3 | Tony Martin       | HTC-Columbia   | + 3"    |
| 4 | Peter Sagan       | Liquigas-Doimo | + 3"    |
| 5 | Dries Devenyns    | Quick Step     | + 10"   |

### 2.ª Etapa
- 13 de junio de 2010. Ascona-Sierre, 167,5 km

|   | Ciclista          | Equipo            | Tiempo     |
| - | ----------------- | ----------------- | ---------- |
| 1 | Heinrich Haussler | Cervélo Test Team | 4h 25' 16" |
| 2 | Pablo Urtasun     | Euskaltel-Euskadi | m.t.       |
| 3 | Marco Marcato     | Vacansoleil       | m.t.       |
| 4 | Óscar Freire      | Rabobank          | m.t.       |
| 5 | Gerald Ciolek     | Milram            | m.t.       |

|   | Ciclista            | Equipo         | Tiempo     |
| - | ------------------- | -------------- | ---------- |
| 1 | Fabian Cancellara   | Saxo Bank      | 4h 35' 37" |
| 2 | Roman Kreuziger     | Liquigas-Doimo | + 1"       |
| 3 | Tony Martin         | HTC-Columbia   | + 3"       |
| 4 | Dries Devenyns      | Quick Step     | + 10"      |
| 5 | Gustav Erik Larsson | Saxo Bank      | + 11"      |

### 3.ª Etapa
- 14 de junio de 2010. Sierre-Schwarzenburg, 196,6 km

|   | Ciclista             | Equipo           | Tiempo     |
| - | -------------------- | ---------------- | ---------- |
| 1 | Fränk Schleck        | Saxo Bank        | 5h 02' 21" |
| 2 | Rigoberto Urán (COL) | Caisse d'Epargne | m.t.       |
| 3 | Bauke Mollema        | Rabobank         | + 3"       |
| 4 | Steve Morabito       | Astana           | + 3"       |
| 5 | Matteo Carrara       | Vacansoleil      | + 3"       |

|   | Ciclista          | Equipo           | Tiempo     |
| - | ----------------- | ---------------- | ---------- |
| 1 | Tony Martin       | HTC-Columbia     | 9h 38' 04" |
| 2 | Fabian Cancellara | Saxo Bank        | + 1"       |
| 3 | Thomas Lövkvist   | Sky              | + 9"       |
| 4 | Rigoberto Urán    | Caisse d'Epargne | + 10"      |
| 5 | Dries Devenyns    | Quick Step       | + 11"      |

### 4.ª Etapa
- 15 de junio de 2010. Schwarzenburg-Wettingen, 192,2 km

|   | Ciclista            | Equipo              | Tiempo     |
| - | ------------------- | ------------------- | ---------- |
| 1 | Alessandro Petacchi | Lampre-Farnese Vini | 4h 57' 33" |
| 2 | Matti Breschel      | Saxo Bank           | m.t.       |
| 3 | Marco Marcato       | Vacansoleil         | m.t.       |
| 4 | José Joaquín Rojas  | Caisse d'Epargne    | m.t.       |
| 5 | Robbie McEwen       | Katusha             | m.t.       |

|   | Ciclista          | Equipo           | Tiempo      |
| - | ----------------- | ---------------- | ----------- |
| 1 | Tony Martin       | HTC-Columbia     | 14h 35' 37" |
| 2 | Fabian Cancellara | Saxo Bank        | + 1"        |
| 3 | Thomas Lövkvist   | Sky              | + 9"        |
| 4 | Rigoberto Urán    | Caisse d'Epargne | + 10"       |
| 5 | Dries Devenyns    | Quick Step       | + 11"       |

### 5.ª Etapa
- 16 de junio de 2010. Wettingen-Frutigen, 172,5 km

|   | Ciclista         | Equipo              | Tiempo     |
| - | ---------------- | ------------------- | ---------- |
| 1 | Marcus Burghardt | BMC Racing          | 4h 21' 23" |
| 2 | Martijn Maaskant | Garmin-Transitions  | + 2"       |
| 3 | Daniel Oss       | Liquigas-Doimo      | + 47"      |
| 4 | Robbie McEwen    | Katusha             | m.t.       |
| 5 | Diego Ulissi     | Lampre-Farnese Vini | m.t.       |

|   | Ciclista          | Equipo           | Tiempo      |
| - | ----------------- | ---------------- | ----------- |
| 1 | Tony Martin       | HTC-Columbia     | 18h 57' 47" |
| 2 | Fabian Cancellara | Saxo Bank        | + 1"        |
| 3 | Thomas Lövkvist   | Sky              | + 9"        |
| 4 | Rigoberto Urán    | Caisse d'Epargne | + 10"       |
| 5 | Dries Devenyns    | Quick Step       | + 11"       |

### 6.ª Etapa
- 17 de junio de 2010. Meiringen-La Punt, 213,3 km

|   | Ciclista          | Equipo           | Tiempo     |
| - | ----------------- | ---------------- | ---------- |
| 1 | Robert Gesink     | Rabobank         | 6h 20' 53" |
| 2 | Rigoberto Urán    | Caisse d'Epargne | + 42"      |
| 3 | Joaquim Rodríguez | Katusha          | m.t.       |
| 4 | Oliver Zaugg      | Liquigas-Doimo   | m.t.       |
| 5 | Lance Armstrong   | RadioShack       | m.t.       |

|   | Ciclista          | Equipo           | Tiempo      |
| - | ----------------- | ---------------- | ----------- |
| 1 | Robert Gesink     | Rabobank         | 25h 18' 57" |
| 2 | Rigoberto Urán    | Caisse d'Epargne | + 29"       |
| 3 | Steve Morabito    | BMC Racing       | + 36"       |
| 4 | Fränk Schleck     | Saxo Bank        | + 38"       |
| 5 | Joaquim Rodríguez | Katusha          | + 42"       |

### 7.ª Etapa
- 18 de junio de 2010. Savognin-Wetzikon, 204,1 km

|   | Ciclista          | Equipo             | Tiempo     |
| - | ----------------- | ------------------ | ---------- |
| 1 | Marcus Burghardt  | BMC Racing         | 4h 52' 02" |
| 2 | Óscar Freire      | Rabobank           | + 1' 01"   |
| 3 | Greg Van Avermaet | Omega Pharma-Lotto | m.t.       |
| 4 | Manuel Quinziato  | Liquigas-Doimo     | m.t.       |
| 5 | Luis León Sánchez | Caisse d'Epargne   | m.t.       |

|   | Ciclista          | Equipo           | Tiempo      |
| - | ----------------- | ---------------- | ----------- |
| 1 | Robert Gesink     | Rabobank         | 30h 15' 59" |
| 2 | Rigoberto Urán    | Caisse d'Epargne | + 29"       |
| 3 | Steve Morabito    | BMC Racing       | + 36"       |
| 4 | Fränk Schleck     | Saxo Bank        | + 38"       |
| 5 | Joaquim Rodríguez | Katusha          | + 42"       |

### 8.ª Etapa
- 19 de junio de 2010. Wetzikon-Liestal, 172,4 km

|   | Ciclista           | Equipo             | Tiempo     |
| - | ------------------ | ------------------ | ---------- |
| 1 | Rui Costa          | Caisse d'Epargne   | 4h 10' 32" |
| 2 | Luis León Sánchez  | Caisse d'Epargne   | + 15"      |
| 3 | Maxime Monfort     | HTC-Columbia       | + 19"      |
| 4 | Sandy Casar        | Française des Jeux | + 34"      |
| 5 | Alessandro Vanotti | Liquigas-Doimo     | m.t.       |

|   | Ciclista          | Equipo           | Tiempo      |
| - | ----------------- | ---------------- | ----------- |
| 1 | Robert Gesink     | Rabobank         | 34h 27' 47" |
| 2 | Rigoberto Urán    | Caisse d'Epargne | + 29"       |
| 3 | Steve Morabito    | BMC Racing       | + 36"       |
| 4 | Fränk Schleck     | Saxo Bank        | + 38"       |
| 5 | Joaquim Rodríguez | Katusha          | + 42"       |

### 9.ª Etapa
- 20 de junio de 2010. Liestal-Liestal, 26,9 km (CRI)

|   | Ciclista            | Equipo             | Tiempo  |
| - | ------------------- | ------------------ | ------- |
| 1 | Tony Martin         | HTC-Columbia       | 32' 21" |
| 2 | Fabian Cancellara   | Saxo Bank          | + 17"   |
| 3 | David Zabriskie     | Garmin-Transitions | + 29"   |
| 4 | Gustav Erik Larsson | Saxo Bank          | + 48"   |
| 5 | Levi Leipheimer     | RadioShack         | m.t.    |

|   | Ciclista        | Equipo     | Tiempo      |
| - | --------------- | ---------- | ----------- |
| 1 | Fränk Schleck   | Saxo Bank  | 35h 02' 00" |
| 2 | Lance Armstrong | RadioShack | + 12"       |
| 3 | Jakob Fuglsang  | Saxo Bank  | + 17"       |
| 4 | Steve Morabito  | BMC Racing | + 23"       |
| 5 | Robert Gesink   | Rabobank   | + 27"       |

## Clasificaciones

### Clasificación general
| Posición | Ciclista          | Equipo           | Tiempo      |
| -------- | ----------------- | ---------------- | ----------- |
|          | Fränk Schleck     | Saxo Bank        | 35h 02' 00" |
| 2        | Lance Armstrong   | RadioShack       | + 12"       |
| 3        | Jakob Fuglsang    | Saxo Bank        | + 17"       |
| 4        | Steve Morabito    | BMC Racing       | + 23"       |
| 5        | Robert Gesink     | Rabobank         | + 27"       |
| 6        | Tony Martin       | HTC-Columbia     | m.t.        |
| 7        | Rigoberto Urán    | Caisse d'Epargne | + 33"       |
| 8        | Andreas Klöden    | RadioShack       | + 48"       |
| 9        | Joaquim Rodríguez | Katusha          | + 1' 09"    |
| 10       | Levi Leipheimer   | RadioShack       | + 1' 14"    |

### Clasificación por puntos
| Posición | Ciclista           | Equipo           | Puntos |
| -------- | ------------------ | ---------------- | ------ |
|          | Marcus Burghardt   | BMC Racing       | 50     |
| 2        | José Joaquín Rojas | Caisse d'Epargne | 50     |
| 3        | Marco Marcato      | Vacansoleil      | 43     |
| 4        | Fabian Cancellara  | Saxo Bank        | 36     |
| 5        | Tony Martin        | HTC-Columbia     | 33     |

### Clasificación de la montaña
| Posición | Ciclista         | Equipo            | Puntos |
| -------- | ---------------- | ----------------- | ------ |
|          | Mathias Frank    | BMC Racing        | 49     |
| 2        | Wouter Poels     | Vacansoleil       | 40     |
| 3        | Robert Gesink    | Rabobank          | 21     |
| 4        | Aitor Hernández  | Euskaltel-Euskadi | 19     |
| 5        | Marcus Burghardt | BMC Racing        | 18     |

### Clasificación por equipos
| Posición | Equipo           | Tiempo       |
| -------- | ---------------- | ------------ |
|          | Saxo Bank        | 105h 03' 40" |
| 2        | RadioShack       | + 4' 34"     |
| 3        | Caisse d'Epargne | + 16' 33"    |
| 4        | Sky              | + 17' 05"    |
| 5        | Vacansoleil      | + 18' 21"    |

## Evolución de las clasificaciones
| Etapa (Vencedor)                  | Clasificación general | Clasificación por puntos | Clasificación de la montaña | Clasificación de los sprints | Clasificación por equipos |
| --------------------------------- | --------------------- | ------------------------ | --------------------------- | ---------------------------- | ------------------------- |
| Etapa 1 (CRI) (Fabian Cancellara) | Fabian Cancellara     | no se entregó            | Fabian Cancellara           | no se entregó                | Liquigas-Doimo            |
| Etapa 2 (Heinrich Haussler)       | Fabian Cancellara     | Mathias Frank            | Heinrich Haussler           | Matthias Russ                | Liquigas-Doimo            |
| Etapa 3 (Fränk Schleck)           | Tony Martin           | Alexandre Pliuschin      | Heinrich Haussler           | Matthias Russ                | Saxo Bank                 |
| Etapa 4 (Alessandro Petacchi)     | Tony Martin           | Aitor Hernández          | Marco Marcato               | Steve Morabito               | Saxo Bank                 |
| Etapa 5 (Marcus Burghardt)        | Tony Martin           | Aitor Hernández          | Marco Marcato               | Javier Aramendia             | Saxo Bank                 |
| Etapa 6 (Robert Gesink)           | Robert Gesink         | Wouter Poels             | Marco Marcato               | Javier Aramendia             | Saxo Bank                 |
| Etapa 7 (Marcus Burghardt)        | Robert Gesink         | Mathias Frank            | Marcus Burghardt            | Mathias Frank                | Saxo Bank                 |
| Etapa 8 (Rui Costa)               | Robert Gesink         | Mathias Frank            | Marcus Burghardt            | Mathias Frank                | Saxo Bank                 |
| Etapa 9 (CRI) (Tony Martin)       | Fränk Schleck         | Mathias Frank            | Marcus Burghardt            | Mathias Frank                | Saxo Bank                 |
| Final                             | Fränk Schleck         | Mathias Frank            | Marcus Burghardt            | Mathias Frank                | Saxo Bank                 |